# Ceratosauria

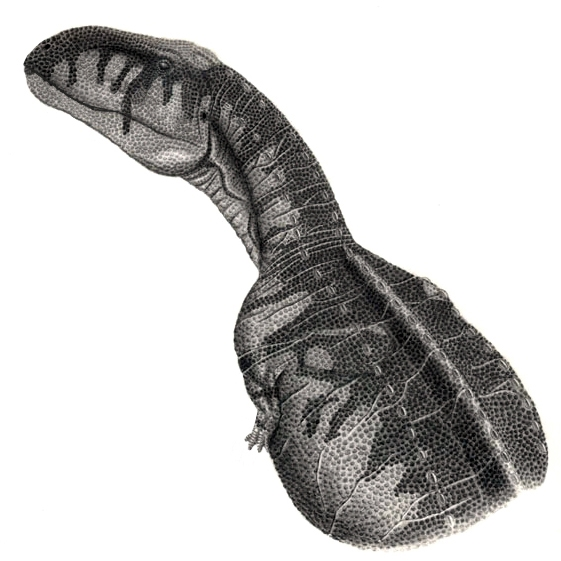
Abelisaurus comahuensis

De Ceratosauria vormen een hoofdonderverdeling van de Theropoda, vleesetende dinosauriërs.
De naam is voor het eerst gebruikt door Othniel Charles Marsh in 1884; het taxon, een infraorde, omvatte toen alleen de Ceratosauridae en als enkele soort Ceratosaurus.
Een klade is in 1984 door Gauthier gedefinieerd als de groep die de laatste gemeenschappelijke voorouder van Coelophysis bauri en Ceratosaurus nasicornis bevat en al zijn afstammelingen. De klade is echter in 1989 door Rowe anders gedefinieerd, namelijk als de groep die Ceratosaurus nasicornis bevat en alle soorten die nauwer verwant zijn aan Ceratosaurus dan aan vogels. 
In 1990 maakten Gauthier en Rowe een variant op Gauthiers eerdere definitie:
de groep bestaande uit de laatste gemeenschappelijke voorouder van Ceratosaurus nasicornis, Dilophosaurus wetherilli, Liliensternus liliensterni, Coelophysis bauri, Syntarsus rhodesiensis, Syntarsus kayentakatae, Segisaurus halli en Sarcosaurus woodi en al zijn afstammelingen. 
Thomas Holtz gaf in 1995 weer een definitie als stamklade met als ankerpunten Ceratosaurus en de vogels, net als de eerste definitie van Rowe. In 1998 gaf Paul Sereno een definitie verankerd op Coelophysis en de Neornithes. In 2005 kwam hij hierop terug omdat gebleken was dat Coelophysis, anders dan algemeen werd aangenomen, niet erg nauw aan de traditionele ceratosauriërs verwant was en gaf hij een exacte definitie met als verankerende soorten Ceratosaurus nasicornis en de huismus Passer domesticus.
Een belangrijke onderverdeling vormde in de oude opvatting de Neoceratosauria; maar aangezien ook bij deze groep de bestaande definities ervan uitgaan dat Coelophysis een ceratosauriër is, zijn ook voor deze subgroep andere interpretaties nodig, anders vallen alleen een paar basale en omstreden soorten erbuiten. Een mogelijke indeling is de volgende:
- CERATOSAURIA
  -  ?Lukousaurus
  - Elaphrosaurus
  - Neoceratosauria
    - Ceratosauridae
      - Genyodectes
      - Ceratosaurus

    - Abelisauroidea
      - Spinostropheus
      - Abelisauria
        - Noasauridae
        - Abelisauridae

De Ceratosauria stierven vermoedelijk uit in het late Krijt - in Zuid-Amerika zijn verschillende late vormen gevonden. De meeste soorten die wij kennen stammen echter uit de vroege Jura. De groep wordt vaak omschreven als "primitief"; zij had echter haar eigen specialisaties die vaak erg vogelachtig en dus in onze ogen geavanceerd aandoen.